# Гранд-Тер (Кергелен)
49°18′00″ пд. ш. 69°08′00″ сх. д. / 49.3° пд. ш. 69.1333° сх. д.
Гранд-Тер (фр. Grande Terre — досл. «велика земля») — найбільший острів архіпелагу Кергелен, має площу 6675 км² (92,5 % від загальної площі архіпелагу). Для порівняння площа острова Зеландія (найбільшого острова Данії) - 7031 км². Протяжність із заходу на схід становить 134 км, а з півночі на південь — 120 км.
Його берегова лінія утворена бухтами (фіордами), що входять у глиб острова, а також півостровом і язиками, що підіймаються між ними, з диким рельєфом і часто лише з дуже вузькими смугами суші, з'єднаними з центральними частинами. Жодна точка Гранд-Тер не лежить більш ніж за 21 кілометр від моря.

## Історія
Острів був відкритий в 1772 мореплавцем Івом-Жозефом Кергеленом, який проголосив його приналежність французькій короні. В 1776 архіпелаг відвідав Джеймс Кук, який шість днів обстежував берегову лінію і дав цій землі назву «острів Спустошення». Попри окремі подальші візити різних мореплавців, повне обстеження архіпелагу було здійснено лише у 1840-х роках Британською антарктичною експедицією. У 1874 році британським ученим Стівеном Джозефом Перрі на острові було споруджено пункти для спостереження проходження Венери по диску Сонця. У 1893 році острів був офіційно анексований Францією.

## Клімат
За класифікацією Кеппена, острів належить до кліматичної зони ET (тундри). Характерні сильні вітри, що досягають 150 км/год. Найхолоднішим місяцем вважається серпень із середньоденною температурою повітря +1 °C.